# Paralimnophila stolida
Paralimnophila stolida là một loài ruồi trong họ Limoniidae. Chúng phân bố ở miền Australasia.